# قناة الحرية
قناة الحرية قناة تلفزيونية عراقية كردية ناطقة باللغة العربية أُطلقت في 1 فبراير 2006، تابعة
لحزب الإتحاد الوطني الكردستاني، كان يملكها نائب رئيس الوزراء السابق برهم صالح -الرئيس العراقي الحالي-. في عام 2010، تولَّت مسؤولية القناة هيرو إبراهيم أحمد، زوجة جلال طالباني. وفي ديسمبر من عام 2014 توقّفت القناة عن البث.

## برامجها

### البرامج السياسية
- وراء الحدث
- منتدى الحرية
- البرلمان والناس
- العراق في الصحافة العالمية
- صحف اليوم
- لقاء خاص

### البرامج المنوعة
- صباح الحرية
- اغاني بكل اللغات
- 3 بـمية
- سهرة الحرية
- رسالة دبي
- الحرية
- رسالة الحرية من دمشق
- رسالة دبي

### البرامج الاجتماعية
- كشف المستور
- بصراحة :
- التقرير :
- ونطقت شهرزاد :
- عيادة الحرية :
- مطبخ الحرية:

### البرامج الرياضية
- قضية في الرياضة
- ستوديو الملاعب

### البرامج الثقافية
- السينما والناس
- أوراق
- وجه وذاكرة

### البرامج الاقتصادية
- عيون اقتصادية
- اسواقنا
- الدراما العربية والعالمية

## إغلاق القناة
تعد قناة الحرية أول قناة عراقية كردية
بدأت بثها بعد تغيير النظام العراقي السابق عام 2003، وتحولت من محطة أرضية حتى بدأت البث التجريبي الفضائي. هدفها كان نشر ثقافة السلام والوحدة الوطنية في العراق. توقفت المحطة عن البث في ديسمبر عام 2014 لأسباب غير معروفة.